# Lycée (Francia)

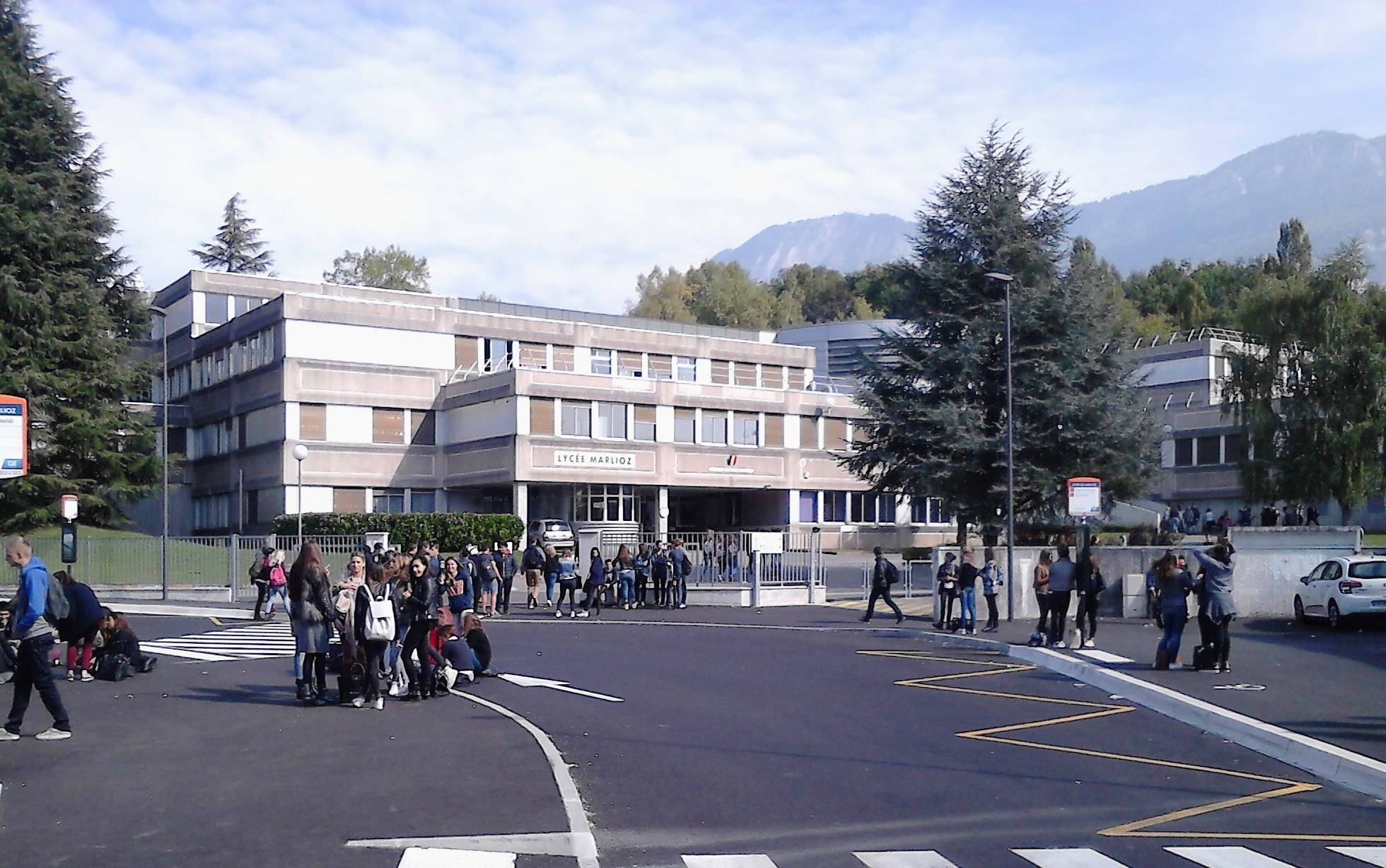
Il liceo polivalente Marlioz di Aix-les-Bains

Il lycée, nel sistema scolastico francese, rappresenta il secondo ciclo della scuola superiore. Questo secondo ciclo può essere di indirizzo generale, tecnico o professionale. Esso corrisponde agli ultimi tre anni della scuola superiore (chiamati in francese seconde, première e terminale), quando gli adolescenti hanno generalmente da quindici a diciassette anni.
Fino al 1959 la parola lycée indicava le scuole statali che coprivano l'intera scuola secondaria, dalla sixième alla terminale.

## Storia

### I licei napoleonici
I licei furono fondati da Napoleone con legge 11 fiorile dell'anno X (1º maggio 1802) per formare "l'élite della nazione"; il liceo, secondo l'affermazione di Napoleone, insieme al Code civil e alla Legion d'onore, costituiva uno dei "blocchi di granito" su cui si fondava la nazione.
I licei furono fondati nel 1802 a partire dalle principali écoles centrales istituite dalla Rivoluzione. I licei fornivano un'istruzione letteraria (francese, latino e greco, con tre professori) e scientifica (tre professori). Il decreto 17 marzo 1808 fissava il programma scolastico in questi termini: "le lingue antiche, la storia, la retorica, la logica, elementi di matematica e fisica".
Normalmente i licei prevedevano l'internato ed erano caratterizzati da un inquadramento di tipo militare.
Questi istituti erano pochi e totalmente statali. L'amministrazione era curata da un proviseur (provveditore), un censore (incaricato di mantenere la disciplina), e di un economo; l'insegnamento era assicurato da professori incaricati dell'università.
I primi dodici licei, creati nell'anno XI, furono quelli di Bruxelles, Moulins, Marsiglia, Mayenne, Magonza, Besançon, Rennes, Douai, Lione, Bordeaux, Strasburgo, Rouen e Parigi (l'ex-collegio parigino del Prytanée français). Successivamente furono fondati licei imperiali anche nelle regioni italiane conquistate da Napoleone: a Torino, ad Alessandria poi trasferito a Casale Monferrato, a Cuneo, a Genova.
In seguito alla Restaurazione, i licei presero il nome di collèges royaux ("collegi reali"). Ripresero il nome di licei al tempo della Seconda Repubblica.
I lycées de jeunes filles (licei femminili) furono istituiti nel 1880. Erano trentasei nel 1896. I licei e collèges statali divennero gratuiti fra il 1926 e il 1930.

### La divisione fra diversi indirizzi
Originariamente l'insegnamento nei licei e nei collèges era solamente classico, fondato sul latino e sul greco. Tuttavia, nel contesto della Rivoluzione industriale e al fine di formare i quadri del commercio e dell'industria, prese forma l'idea di un insegnamento intermedio fra quello primario e quello classico, ispirato alla Realschule tedesca.
Così, nel 1865 venne istituito l'insegnamento speciale, tenuto nei collèges per rispondere a questi bisogni: era un insegnamento organizzato su tre anni e il programma era "concentrico" (si partiva dal programma dell'anno precedente e lo si approfondiva) e rivolto alla pratica, prevedendo il disegno e il laboratorio dei mestieri. I professori avevano studiato all'École normale de Cluny.
Successivamente, l'insegnamento speciale si avvicinò gradualmente a quello classico: la durata si allungò da tre a sei anni e fu possibile accedere a scuole superiori come Saint-Cyr e l'École Polytechnique. Nel 1891 l'insegnamento speciale prese il nome di "insegnamento moderno".
L'istruzione secondaria fu riformata nel 1902: quattro anni di "tronco comune" fra classico e moderno (dalla Sixième alla Troisième) erano seguiti da due anni preparatori al premier bac ("prima maturità"), che potevano essere di quattro tipi:
- A : latin-grec
- B : latin-langues
- C : latin-sciences
- D : langues-sciences

A, B e C pertinevano all'insegnamento classico e D al moderno.
Nell'insegnamento classico il greco poteva iniziare in Cinquième.
Questo premier bac dava diritto a preparare, in un anno, la seconda parte del bac, che consisteva nella matematica e nella filosofia. L'insegnamento moderno raggiunse così una sorta di parità con quello classico, sebbene fosse sempre percepito come di livello inferiore.

### La democratizzazione della scuola superiore
Dal 1802 al 1959, il termine lycée designò gli istituti statali che assicuravano l'intera istruzione secondaria, dalla sixième alla terminale; questo in opposizione ai collèges, che potevano anch'essi coprire l'intero ciclo secondario, ma che erano finanziati dai comuni. Dal 1959 al 1963 si chiamarono "licei" anche i collèges che coprivano l'intero ciclo secondario. A partire dal 1963 la parola lycée in Francia prese il significato attuale, mentre il primo ciclo delle scuole secondarie (dalla sixième alla troisième) si trasformò in collège d'enseignement secondaire.
Il decreto n° 59-57 del 1959 stabiliva che vi fossero licei classici, moderni e tecnici; perciò i vecchi collèges techniques e le écoles nationales professionnelles divennero "licei tecnici". Nel 1977 furono poi istituiti i "licei d'insegnamento professionale", dal 1985 "licei professionali". Spesso le sezioni generali, tecnologiche e professionali coesistono in un "liceo polivalente".

## Gli indirizzi

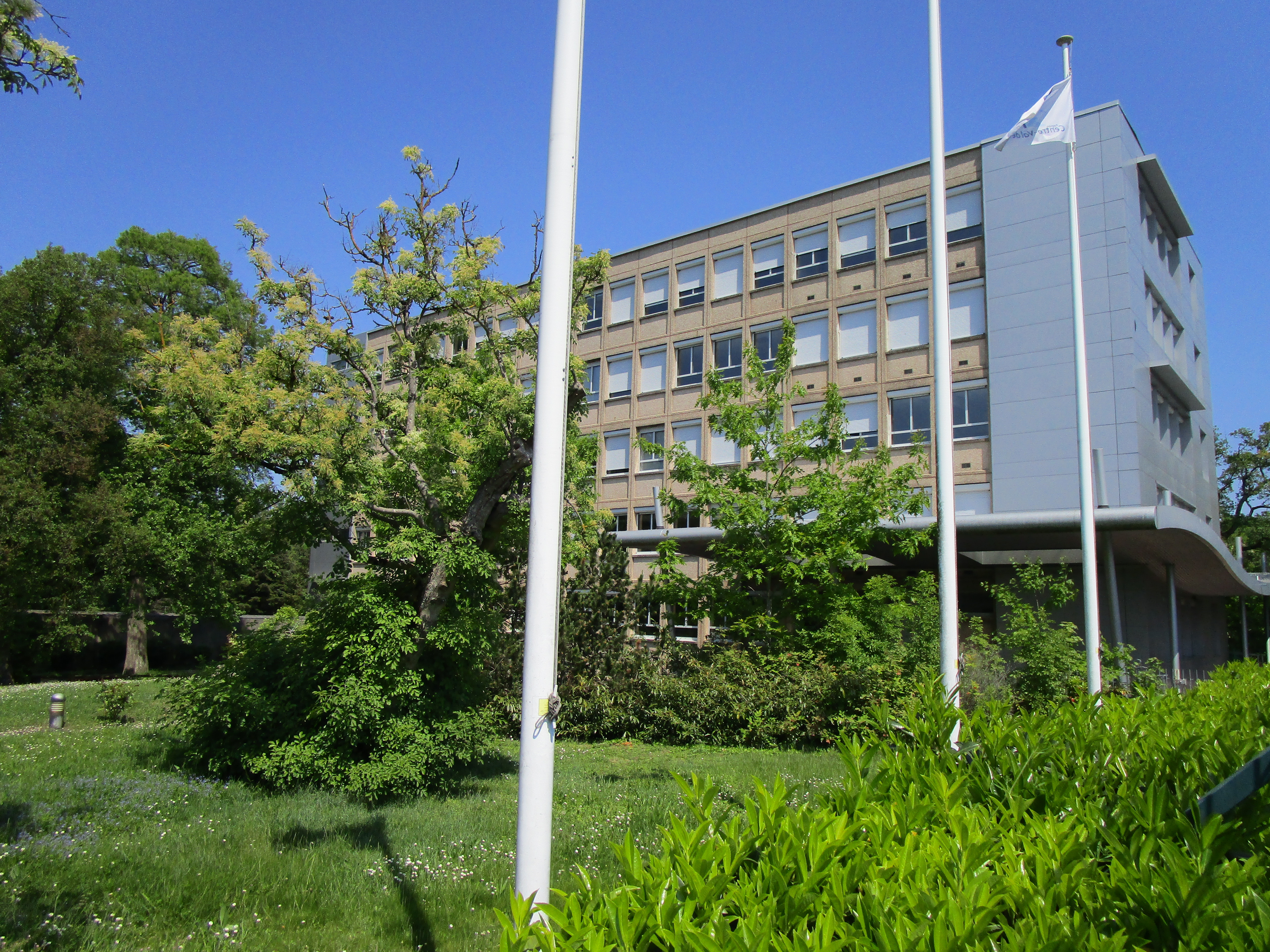
Il lycée Grandmont di Tours

Fino al 1994 gli indirizzi del liceo si chiamavano A (letteratura, filosofia, lingue), B (economico e sociale), C (matematica), D (biologia), E (matematica e tecnica), F1, F2, F3, F4… F12 (i diversi indirizzi tecnici, comprese musica e danza), G1, G2, G3 (gli indirizzi terziari: segreteria, commercio, contabilità) e H (informatica). Queste "filiere" sono state raggruppate in tre "vie": generale, tecnologica e professionale.

### La "via generale"
- La classe "seconda generale e tecnologica" è detta "indifferenziata" perché, indipendentemente dalla filiera cui siano destinati, gli allievi frequentano le stesse lezioni del "tronco comune", completate da due "materie d'esplorazione obbligatoria" e, se lo desiderano, da una facoltativa.
- In première l'allievo sceglie la "serie" in cui preparerà il baccalauréat:
  - prima letteraria
  - prima economica e sociale
  - prima scientifica, che si suddivide a sua volta fra il profilo "scienze della vita e della terra" e quello "scienze dell'ingegnere".
- La classe "terminale" è quella del baccalauréat. L'allievo deve scegliere una "materia di specializzazione" fra quelle previste nella sua serie:
  - in "terminale letteraria" si può scegliere fra lingue antiche, lingua moderna, arte (a sua volta fra: arti visive, teatro, musica, storia delle arti, cinema-audiovisivo, arti circensi), matematica. Non tutti gli istituti hanno attivato tutte queste materie.
  - in "terminale economica e sociale" si può scegliere fra matematica, economia, scienze sociali, politica.
  - in "terminale scientifica" si può scegliere matematica, fisica e chimica, ingegneria, scienze della terra, biologia ed ecologia[12], informatica.

Gli allievi di terminale possono aggiungere una o due materie facoltative, che può essere un'altra arte, oppure una terza lingua moderna, o una antica, oppure ancora teatro o uno sport extrascolastico.

### La via tecnologica
La via tecnologica termina con la maturità tecnologica, che si specifica in numerose "serie": 
- Maturità in scienza e tecnica dell'industria e dello sviluppo sostenibile (STI2D) divisa in più specialità:
  - Architettura e costruzioni
  - Energia e ambiente
  - Innovazione tecnologica ed eco-concezione
  - Informatica
- Maturità in disegno industriale ed arti applicate (STD2A)
- Maturità in scienze e tecniche di laboratorio (STL), con le seguenti specialità:
  - Biochimica
  - Fisica di laboratorio e industriale
  - Chimica di laboratorio e industriale
- Maturità in scienze e tecniche socio-sanitarie (ST2S)
- Maturità in scienze e tecniche della gestione (STMG), divisa nelle seguenti specialità:
  - Comunicazione d'impresa e risorse umane
  - Marketing
  - Contabilità e finanza d'impresa
  - Informatica d'impresa
- Maturità in scienze e tecniche dell'agronomia e della vita (STAV)
- Maturità alberghiera
- Maturità in tecniche della musica e della danza (TMD), divisa in due specialità:
  - Musica
  - Danza

### La via professionale
Per la via professionale l'insegnamento è impartito nei licei professionali e termina con un certificato di attitutdine professionale (CAP), una maturità professionale in tre anni, un brevetto tecnico o una maturità tecnologica.
In generale i licei professionali raggruppano degli indirizzi fra loro legati. Perciò alcuni attivano gli indirizzi relativi al settore terziario, altri quelli rivolti all'industria.

### Le filierepost-bac
Alcuni licei prevedono anche altre "filiere", fra cui le prestigiose classi preparatorie alle Grandes écoles.

### Altre categorie di licei
I licei agricoli dipendono dal Ministero dell'Agricoltura, quelli nautici dal Ministero dell'Ecologia, dello Sviluppo Sostenibile e dell'Energia.
Vi sono infine sei licei della Difesa, in passato chiamati "licei militari", divisi fra le tre forze armate. L'accesso è preferenzialmente dato ai figli di militari con lo scopo di offrir loro una scuola stabile edi buon livello. Accolgono ogni anno circa quattromila alunni interni, che studiano dalla sixième alle classi preparatorie alle grandes écoles militari.